# 8209 Тосканеллі
8209 Тосканеллі (8209 Toscanelli) — астероїд головного поясу, відкритий 28 лютого 1995 року.
Тіссеранів параметр щодо Юпітера — 3,370.